# Viação Férrea do Rio Grande do Sul
A Viação Férrea do Rio Grande do Sul (mais conhecida como VFRGS) foi uma empresa estatal controlada pelo Governo do Estado do Rio Grande do Sul, criada em 1920 e extinta em 1959, quando foi encampada pela RFFSA.

## História

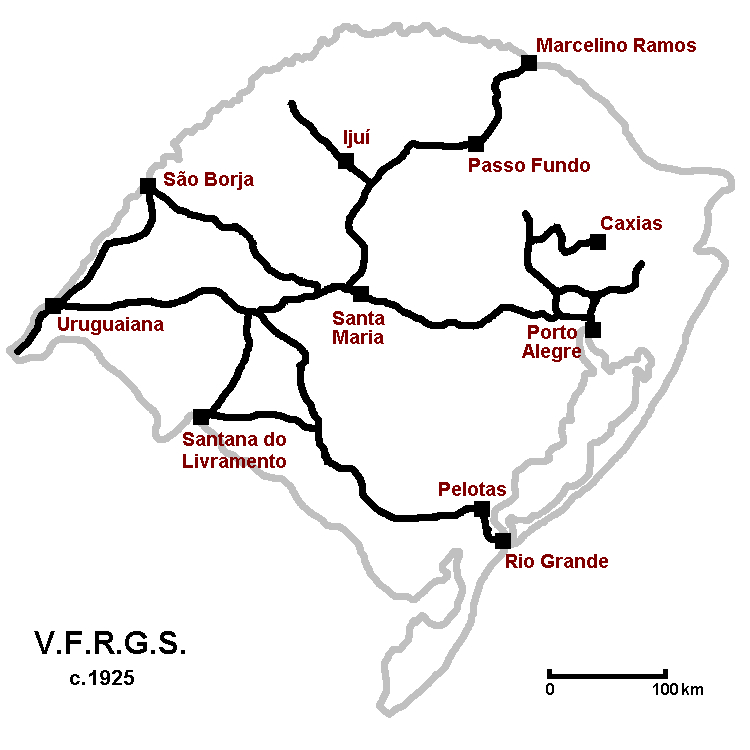
Malha da Viação Férrea do Rio Grande do Sul (c.1925)

Após discussões sobre a criação de um caminho de ferro entre a capital estadual, Porto Alegre, e a cidade de São Leopoldo, no Vale do Rio dos Sinos, a empresa The Porto Alegre & New Hamburg Brazilian Railway Company Limited assumiu o o projeto, que foi inaugurado em 15 de abril de 1874 com 33 quilômetros de extensão e oito estações ferroviárias. O caminho é atualmente percorrido pelo Metrô de Porto Alegre. Em 1º de janeiro de 1876 foi inaugurado o prolongamento até Novo Hamburgo. Em 1880 já eram transportados 40 mil passageiros por ano. A linha foi posteriormente estendida até Carlos Barbosa e a Caxias do Sul. Em fins da década de 1880, criou-se comissão para o estudo e a construção de uma linha entre Porto Alegre e Uruguaiana, obra que só viria a ser completada em 1907.

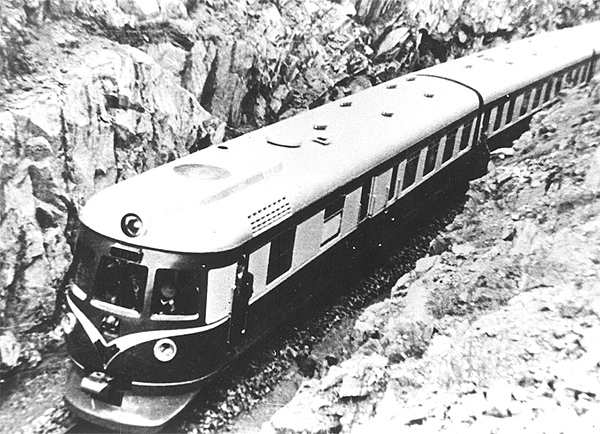
Trem Minuano, fabricado pela alemã MAN e introduzido nas ferrovias gaúchas em 1954.

Por decreto de 6 de junho de 1905, o governo federal unificou a rede ferroviária no estado e a arrendou à empresa belga Compagnie Auxiliaire de Chemins de Fer au Bresil, controlada pelo empresário estadunidense Percival Farquhar.
A falta de investimentos e a má gestão da "Auxiliaire" deram força ao movimento liderado pelo deputado federal Augusto Pestana em favor de sua estatização. Em 1920, a União encampou a companhia belga e criou a Viação Ferroviária do Rio Grande do Sul, que teve Pestana como seu primeiro Presidente.
A nova empresa recuperou as linhas ferroviárias gaúchas e adquiriu novas composições, introduzindo os populares Minuanos, locomotivas a óleo diesel e "carros-motor" (locomotivas de vagão único para em média 50 passageiros) para as linhas metropolitanas, também movidos a diesel.
Em 8 de março de 1940 a linha São Paulo/Rio Grande foi encampada pelo governo federal e repassada à RVPSC em 1942. Desde o fim da década de 1940 vinham-se realizando estudos para a encampação de toda a rede ferroviária nacional em uma única empresa. Em 1957, foi enfim criada a Rede Ferroviária Federal (RFFSA), que absorveria a VFRGS em 1959.
Desde 1996, toda a malha ferroviária estadual (exceto o Metrô de Porto Alegre) está sob controle da empresa privada América Latina Logística (hoje Rumo Logística). A linha do Metrô é controlada pela Empresa de Trens Urbanos de Porto Alegre (Trensurb), com capital da União, do governo estadual e da Prefeitura de Porto Alegre.